# Lista comunelor din Jijel

Harta Algeriei cu provincia Jijel evidențiată

Din provincia Jijel fac parte următoarele comune:
- Bordj Tahar
- Boucif Ouled Askeur
- Boudriaa Ben Yadjis
- Bouraoui Belhadef
- Chahna
- Chekfa
- Djemaa Beni Habibi
- Djimla
- El Ancer
- El Aouana
- El Kennar Nouchfi
- El Milia
- Emir Abdelkader
- Eraguene
- Ghebala
- Jijel
- Kaous
- Kheïri Oued Adjoul
- Ouadjana
- Ouled Rabah
- Ouled Yahia Khedrouche
- Selma Benziada
- Settara
- Sidi Abdelaziz
- Sidi Maarouf
- Taher
- Texenna
- Ziama Mansouriah